# Губський Юрій Іванович
Губський Юрій Іванович (1 жовтня 1945 — 18 травня 2019) — український біохімік та фармаколог. Член-кореспондент НАМН України (Національної академії медичних наук України) (з 1994), Головний вчений секретар НАМН України (1993—1996), заслужений діяч науки і техніки України (з 1997), доктор медичних наук (з 1985), професор (з 1987).
Основні напрями наукової діяльності: медична біохімія; молекулярна фармакологія та токсикологія; соціальні проблеми паліативної та хоспісної медицини паліативна та хоспісна медицина.
Автор перших україномовних підручників з біоорганічної та біологічної хімії для студентів вищих медичних та фармацевтичних навчальних закладів України.
Начальник науково-координаційного управління Президії НАМН України, завідувач кафедри паліативної та хоспісної медицини Національної медичної академії післядипломної освіти імені П. Л. Шупика (НМАПО імені П. Л. Шупика); головний науковий співробітник Інституту фармакології та токсикології НАМН України.

## Родина
Мати — Губська Олександра Никанорівна (1918—2003), відомий лікар-стоматолог, доктор медичних наук, професор, завідувачка кафедри ортопедичної стоматології Київського державного інституту вдосконалення лікарів (1965-1985).
Батько — Губський Іван Якович (1914—1974), інженер-геодезист, військовослужбовець, підполковник Радянської Армії.
Дружина — Парамонова Галина Іванівна — доктор біологічних наук, провідний науковий співробітник Інституту геронтології НАМН України, учениця академіка В. В. Фролькіса; відомий фахівець в галузі біохімії та фізіології старіння.
Дочка — Губська Олена Юріївна — доктор медичних наук, завідувачка кафедри терапії, інфекційних хвороб та дерматовенерології післядипломної освіти Національного медичного університету імені О. О. Богомольця.
Старший брат — Губський Всеволод Іванович (1940—1995), відомий науковець у галузі клінічної патофізіології та медичної радіології, учень професора Б. В. Альошина, доктор медичних наук, професор, заступник директора з наукової роботи НДІ медичної радіології МОЗ України.

## Біографія
Закінчив середню школу № 5 у м. Харкові у 1963 р зі золотою медаллю. Ще у шкільні роки постановив собі за мету присвятити життя дослідженням у галузі біохімії, біофізики та молекулярної біології, застосування фізико-математичних і фізико-хімічних концепцій і методів у медицині та біології.
Навчався у Харківському медичному інституті, на медико-біологічному факультеті 2-го Московського медичного інституту ім. М. І. Пирогова (фах «біофізика»), механіко-математичному факультеті Харківського державного університету. З 1966 — у Київському медичному інституті імені О.Богомольця (лікувальний факультет); закінчив 1969, диплом з відзнакою. Іменний стипендіат імені О.Богомольця. Занесений до Золотої книги пошани КМІ.
Наукові дослідження розпочав у студентські роки за науковим керівництвом видатного українського біохіміка, одного з перших учнів акад. О. В. Паладина Палладін Олександр Володимирович , члена-кореспондента АН УРСР А. М. Утевського. 1969-1972 — навчався в аспірантурі кафедри біохімії КМІ.
1972-1987 — науково-педагогічна робота в КМІ (асистент, доцент, професор кафедри біоорганічної та біологічної хімії, завідувач Центральної науково-дослідної лабораторії КМІ).
1987-1991 — заступник директора з наукової роботи Київського НДІ фармакології та токсикології (КНДІФТ) МОЗ УРСР (в наш час — Інститут фармакології та токсикології НАМН України); 1991—1992 — в. о. директора КНДІФТ МОЗ України. Член Всесоюзної комісії з питань спеціальної токсикології МОЗ СРСР. З 1987 р. — завідувач лабораторії біохімії КНДІФТ (з 1994 р. по цей час — відділу біохімічної фармакології Інституту фармакології та токсикології НАМН України).
1990-1992 — заступник голови Вченої медичної ради МОЗ України.
1992-1993 — один із засновників і Перший заступник голови Фармакологічного комітету МОЗ України (в наш час — Державний експертний центр МОЗ України).
1992-2000 — начальник управління та атестаційного відділу медичних, біологічних, хімічних та аграрних наук Вищої атестаційної комісії при Кабінеті Міністрів України. Член президії Вищої атестаційної комісії України (ВАК України) (1992—1996).
1993-1996 — головний вчений секретар і один із організаторів Національної академії медичних наук України. Член Президії НАМН України (1993—1996),
1997-2010 — завідувач кафедри біоорганічної, біологічної та фармацевтичної хімії Національного медичного університету імені О.Богомольця. 1998-1999 — один із засновників (разом із проф. Д. С. Волохом та проф. І. С. Чекманом) фармацевтичного факультету НМУ ім. О.Богомольця.
Голова спеціалізованої вченої ради Д 26.003.07 зі захисту докторських дисертацій із спеціальності «Медична біохімія» при НМУ імені О.Богомольця (створеної вперше на його пропозицію та з його ініціативи).
2008–2012 — Директор ДП «Інститут паліативної та хоспісної медицини МОЗ України» (2013—2014 рр.- Державного навчально-науково-методичного центру паліативної та хоспісної медицини НМАПО імені П. Л. Шупика)..Член колегії МОЗ України 2008—2010).
З 2010 р. — завідувач кафедри паліативної та хоспісної медицини НМАПО імені П. Л. Шупика.
з 2016 р. — начальник науково-координаційного управління Президії НАМН України.

## Науково-організаційна та громадська діяльність в теперішній час
- Голова Експертної проблемної комісії МОЗ та НАМН України «Біологічна та медична хімія»
- Член Наукової ради/ Відділення теоретичної та профілактичної медицини НАМН України
- Член Правління ВГО «Українська ліга сприяння розвитку паліативої та хоспісної допомоги» http://ligalife.com.ua/ [Архівовано 29 травня 2014 у Wayback Machine.]
- Член спеціалізованої Вченої Ради МОН України по захисту докторських дисертацій при Інституті біохімії ім. О. В. Палладіна НАН України
- Член Науково-експертної ради Державного Експертного Центру та Центрального формулярного комітету МОЗ України
- Головний редактор журналу «Медична і клінічна хімія»
- Член редакційних колегій «Журналу НАМН України», «Українського біохімічного журналу», «Фармацевтичного журналу», журналів «Современные проблемы токсикологии», «Клінічна фармація», «Сімейна медицина», Медичної газети «Здоров'я України — XXI сторіччя».

## Науковий доробок
Основні напрями наукової діяльності Ю. І. Губського та його наукової школи пов'язані з вивченням молекулярних механізмів пошкодження біомембран та геному клітини за порушення контролю вільнорадикальних процесів при оксидативному стресі в умовах хімічної патології та старіння організму і пошуком нових фізіологічно активних сполук антиоксидантної дії.
Один із перших дослідників в галузі біохімічної токсикології, що наприкінці 1970-х років довів вільнорадикальну природу цитохром Р-450-залежної біотрансформації хлоралканів біоцидної дії. На підставі вивчення розподілу (компартменталізації) та транспорту іонів Са2+ в субклітинних структурах обґрунтував перекисно-кальцієву теорію загибелі клітини при ураженні високотоксичними ксенобіотиками, у тому числі хлорованими вуглеводнями та фосфорорганічними сполуками.
Пріоритетними розробками Ю. І. Губського та його співробітників є дослідження, присвячені біохімічним механізмам некротичної та апоптотичної загибелі клітин печінки та головного мозку при токсичному пошкодженні ДНК, квантовій біохімії та квантовій фармакології антиоксидантів фенольної структури та похідних N-гетероциклів, молекулярним та патофізіологічним механізмам розвитку больового синдрому.
В останні роки Ю. І. Губський займається питанням використання новітніх біомедичних технологій в паліативній і хоспісній медицині, організація системи та служби паліативної допомоги населенню в Україні, пошуком нових фізіологічно активних сполук із знеболювальною активністю та вдосконаленням нормативної бази застосування опіоїдних анальгетиків в паліативній онкології.
Під науковим консультуванням і керівництвом Ю. І. Губського підготовлено 17 докторських та 13 кандидатських дисертацій з фармакології, токсикології та медичної біохімії.

### Праці
Автор понад 650 наукових робіт — статей, монографій, довідників та підручників для вищих медичних та фармацевтичних навчальних закладів України;
h-індекс за Google Scholar– 14. h-індекс за Scopus– 2.
Основні наукові праці та підручники:
- Губский Ю. И. Коррекция химического поражения печени (1989).
- Губский Ю. И., Долго-Сабуров В. Б., Храпак В. В. Химические катастрофы и экология (1993).
- Губский Ю. И., Викторов А. П. и др. Зарубежные лекарственные средства. Справочник. — К.: Здоров'я, 1994
- Губский Ю. И. и соавт. Зарубежные лекарственные препараты. Фармакотерапевтический справочник. — К.: Здоров'я, 1998
- Губский Ю. И., Шаповалова В. А., Кутько И. И., Шаповалов В. В. Лекарственные средства в психофармакологии (1997)
- Шаповалова В. А., Шаповалов В. В., Губский Ю. И. и др. Лекарственные средства в наркопсихофармакологии (2002)
- Возіанов О. Ф., Губський Ю. І. Нобелівські лауреати в галузі фізіології та медицини (до сторіччя Нобелівського фонду) // Журнал Академії медичних наук України, 2002
- Губський Ю. І. Біоорганічна хімія (2004; 2007)
- Губський Ю. І. Біологічна хімія (2000; 2007; 2009)
- Губский Ю. И. Биоорганическая химия (2010)
- Yu. Gubskyi. Bioorganic Chemistry. 2009
- Gubsky Yu. Biological Chemistry. 2017
- Губський Ю. І., Хобзей М.К. Фармакотерапія в паліативній та хоспісній медицині. Клінічні, фармацевтичні та медико-правові аспекти (2011).
- Актуальні питання надання паліативної та хоспісної допомоги в Україні. Матеріали Першої науково-практичної конференції // Ред. Ю. В. Вороненко, Ю. І. Губський: — Київ, 2012. — 279 с.
- Діагностика і лікування хронічних невірусних захворювань печінки /Митник З. М., Харченко Н. В., Губський Ю. І. та ін. — Івано-Франківськ, 2013. — 308. с.
- Губский Ю. И. Смерть клетки: свободные радикалы, некроз, апоптоз. Киев-Винница — 2015. — 360 с. https://books.google.com.ua/books/about/СМЕРТЬ_КЛЕТКИ.html?id=O_B1CQAAQBAJ&redir_esc=y
- https://nmapo.academia.edu/YuriiGubsky/Papers
- https://scholar.google.com.ua/citations?user=_NVY_P4AAAAJ&hl=ru [Архівовано 27 листопада 2020 у Wayback Machine.]

Автор літературних, науково-історичних та публіцистичних творів:
літературних мемуарів «Как это было. От Союза до моей Украины» (К.: ВД «Авіцена», 2010. — 384 с.) http://www.library.gov.ua/html/nov/ist-2011-2.html%5Bнедоступне+посилання%5D ,
книги прозових творів «По Сумской и дальше…» (К.: ВД «Авіцена», 2014. — 296 с.) http://irbis-nbuv.gov.ua/cgi-bin/irbis_nbuv/cgiirbis_64.exe [Архівовано 20 серпня 2020 у Wayback Machine.]
науково-історичних, публіцистичних і літературних публікацій в газетах «День», «Правда Украины», «Література и жизнь/Література та життя», на літературних Інтернет-сайтах (ХайВей [Архівовано 17 червня 2010 у Wayback Machine.], Erfolg.ru [Архівовано 1 червня 2022 у Wayback Machine.], Новая литература. http://newlit.ru/~gubskiy/ [Архівовано 12 травня 2013 у Wayback Machine.]).
Співавтор та укладач видань:
"Національна академія медичних наук України. 25 років. Академічна медична наука — українському суспільству. 1993—2018; ред. колегія: В. І. Цимбалюк (гол. редактор), М. Д. Тронько (перший заст. гол. ред.), Ю. І. Губський (заст. гол. ред.), В. А. Міхньов (заст. гол. ред.). — Київ: ВД «Авіцена», 2018. — 416 с.
«Інноваційні розробки наукових установ Національної академії медичних наук України». Упорядники: В. І. Цимбалюк, Ю. І. Губський, О. О. Петриченко та ін. — К.: МОРІОН, 2018. — 144 с.

## Звання, нагороди
Почесне звання «Заслужений діяч науки і техніки України» — присвоєне за особистий внесок в створення державної системи атестації наукових та науково-педагогічних кадрів вищої кваліфікації (1997).
Лауреат Академічних премій НАМН України з профілактичної медицини (1997) та теоретичної медицини (2007).
Орден преподобного Агапіта Печерського І ступеня (Орден преподобного Агапіта Печерського) — нагороджений за заслуги перед Українською Православною Церквою (2013 р.)
Орден «За розбудову України»- нагороджений ВО «Країна» — нагороджений в честь 25-річчя Національної Академії медичних наук України — № 390 від 01.04.2018 р.